# Fritz Fleck
Fritz Fleck (* 19. November 1890 in Calw; † 9. Oktober 1966 in Tuttlingen) war ein württembergischer Politiker der SPD. Er war 1946 einige Monate Bürgermeister der Stadt Tuttlingen und von 1947 bis 1952 stellvertretender Vorsitzender des Landtags von Württemberg-Hohenzollern.

## Leben
Der Vater von Fritz Fleck war Portier und die Mutter Hausfrau. Nach dem Besuch der Volksschule in Reutlingen und Ehingen erlernte er das Handwerk des Werkzeugmachers bei der Firma Daimler in Stuttgart-Untertürkheim. 1904 trat er der Sozialistischen Jugendorganisation in Untertürkheim und vier Jahre später dem Deutschen Metallarbeiterverband (DMV) bei. Nach verschiedenen Tätigkeiten in seinem Beruf musste er von 1910 bis 1913 seinen Militärdienst ableisten und wurde zum Einsatz im Ersten Weltkrieg einberufen. Von 1919 bis 1922 war für die USPD Mitglied des Reutlinger Gemeinderates. Fleck zog 1923 nach Tuttlingen und arbeitete dort als Gewerkschaftssekretär. Er wurde in den Tuttlinger Gemeinderat gewählt und dort Vorsitzender der SPD-Fraktion. Im März 1933 verhaftete ihn die SA. Zunächst inhaftierte man ihn in Tuttlingen, dann wurde er im KZ Heuberg interniert. Er wurde im Frühjahr 1933 wieder entlassen und verlor mit der Gleichschaltung des Gemeinderats im April/Mai 1933 sein Mandat. Nach dem Attentat vom 20. Juli 1944 wurde Fleck zusammen mit anderen Tuttlinger Arbeiterführern erneut verhaftet. In der Gefangenschaft machten diese Pläne für einen demokratischen Neuanfang in Tuttlingen. Fleck sollte dabei in Tuttlingen die Führung nach dem Krieg übernehmen.
Die französischen Militärmachthaber ernannten Fritz Fleck im Mai 1946 als Nachfolger von Franz Heinkele zum Tuttlinger Bürgermeister. Er war ebenfalls Vorsitzender der Kreis-SPD sowie aktiver Gewerkschafter. Bei der ersten Volkswahl des Tuttlinger Bürgermeisters nach dem Krieg trat er im September 1946 an, unterlag aber im zweiten Wahlgang dem CDU-Kandidaten Otto Fink. Im Oktober wurde Fleck in die Beratende Landesversammlung des Landes Württemberg-Hohenzollern gewählt, wo er stellvertretender Vorsitzender der Landesversammlung wurde. 1947 zog er in den Landtag für Württemberg-Hohenzollern ein, wo er bis 1952 Parlamentsvizepräsident war. Zwischen 1947 und 1949 war Fleck ebenfalls Präsident des Gewerkschaftsbundes Südwürttemberg-Hohenzollern und von 1949 bis 1955 Bezirksleiter des DGB Württemberg-Hohenzollern.

## Anerkennung
Das AWO-Seniorenheim in Schramberg-Sulgen erhielt 2009 den Namen "Fritz-Fleck-Haus".